# Фишер, Дженна
Реджина Мари Фишер (англ. Regina Marie Fischer; род. 7 марта 1974 года, также известная как Дженна Фишер) — американская актриса. Наиболее известна ролью Пэм Бисли в псевдодокументальном ситкоме NBC «Офис», за который дважды получала Премию Гильдии киноактёров США за лучший актёрский состав в комедийном сериале (2007, 2008) и выступала продюсером 9 сезона.
Фишер снималась в таких фильмах, как «Лезвия славы: Звездуны на льду», «Взлёты и падения: История Дьюи Кокса», «Повышение», «Безбрачная неделя» и «Гигантский механический человек» (режиссёром которого выступил её муж, Ли Кирк). Она также снималась в ситкомах «Ты, я и конец света» и «Разделённые вместе». С 2019 года вместе с Анджелой Кинси ведёт серию подкастов «Леди Офиса», где они вместе обсуждают каждый эпизод «Офиса» и приглашают своих коллег.
Первая книга Фишер, «Руководство для начинающих актёров», была опубликована в ноябре 2017 года.

## Биография
Реджина Мари Фишер родилась 7 марта 1974 года в Форт-Уэйне в семье учительницы истории, Энн Фишер (в девичестве Миллер) и инженера, Джеймса Фишера. По словам актрисы, с самого детства родители всегда называли её Дженной, что впоследствии она использовала в качестве имени для актёрской карьеры. У неё есть младшая сестра, Эмили Фишер, учительница 3-х классов. Дженна выросла в Сент-Луисе, там же посещала кружок по актёрскому мастерству, где познакомилась с Шоном Ганном, своим другом детства.
Позднее Фишер посещала начальную школу Пьермонта в Манчестере, штат Миссури, и частную среднюю римско-каталическую школу для девочек Неринкс-Холл. Дженна также получила степень бакалавра искусств в области театра и бакалавра в журналистике в Университете Трумена.

## Карьера

### 1998—2004: Начинания в карьере и «Леденец любви»
Посещая колледж на базе Университета Трумана, Фишер выступала в постановках театральной труппы. После переезда в Лос-Анджелес в 1998 году, Дженна стала выступать в уличном театре комедии дель арте, и её заметили в постановке «Носферату, симфония ужаса», после чего она подписала контракт с агентом по поиску талантов.
Первые шаги Дженны к успеху были тяжёлыми. Свою первую роль в фильме она получила в видео о половом просвещении для пациентов психиатрических отделений перед их выпиской из Медицинского центра имени Рональда Рейгана. Через три года после переезда в Калифорнию ей удалось получить эпизодическую роль официантки в ситкоме «Спин-Сити». Затем она стала получать эпизодические роли в независимом кино, например, «Герой месяца», «Счастливчик 13» и «Необыкновенные». На телевидении она появилась в сериалах «Детектив Раш», «Сваха», «Не в центре», «Клиент всегда мёртв», «Сильное лекарство», «Шоу 70-х», «Неопределившиеся» и «За что тебя люблю». Когда её карьера пошла вниз, Дженна приняла решение снять свой собственный проект в формате псевдодокументального фильма — «Леденец любви». Главную роль там также исполнил Джеймс Ганн. После этого проекта в одном из интервью Фишер рассказала, что она больше не вернётся в кресло режиссёра, потому что для неё это слишком тяжело, и сосредоточится только на актёрской карьере.

### 2005—2013: Рост популярности и «Офис»
В 2005 году, после импровизированного прослушивания Дженна получила роль Пэм Бисли в псевдодокументальном ситкоме «Офис», адаптации одноимённого британского проекта. Фишер несколько лет работала секретаршей и административным помощником в Лос-Анджелес, пытаясь начать успешную карьеру в кино, поэтому считала, что идеально подходит для этой роли и на экране. На премии «Эмми» в 2006 году коллеги выбрали её для произнесения благодарственной речи, где Фишер рассказала, что проект начинался с непрофессиональных актёров, которые потратили годы для того, чтобы прийти к своему успеху в «Офисе». В 2007 году Дженна была номинирована на премию «Эмми» за лучшую женскую роль второго плана в комедийном телесериале.

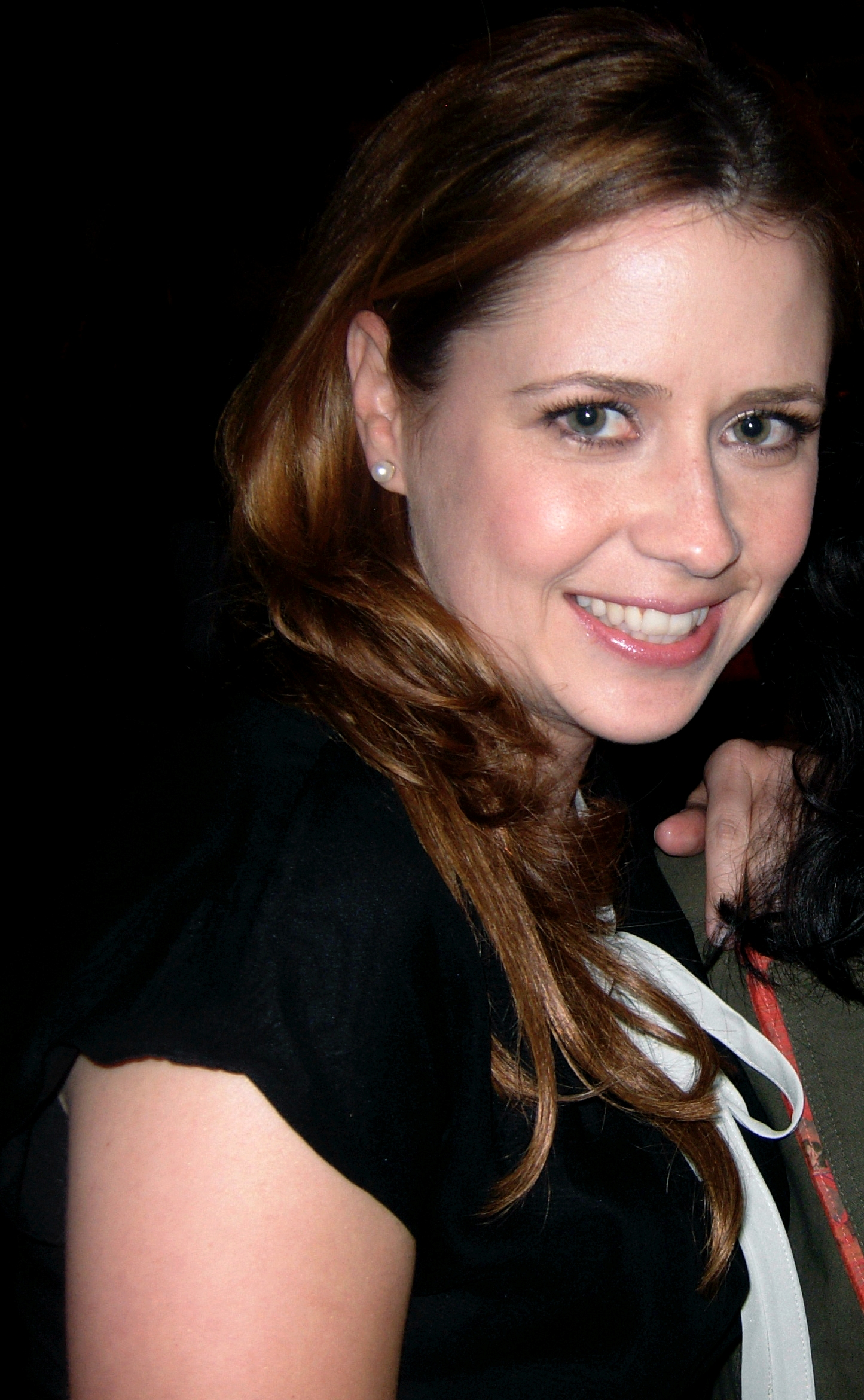
Дженна в мае 2008 года

31 мая 2006 года в эфир вышел 4 эпизод 8 сезона телешоу «Покер со звёздами: Вскрываемся», где Дженна была одной из участниц. Она также снялась в видеоклипе Уилла Уисели «Through Any Window», режиссёром которого выступал её давний друг, Джон Кабрера. В декабре 2007 года Фишер приняла участие в постановке «Тёмная магия», сценарий пьесы был написан Дженеллой Райли. В том же году она сыграла множество второстепенных ролей в таких фильмах, как «Братья Соломон», «Лезвия славы: Звездуны на льду» и «Взлёты и падения: История Дьюи Кокса». В 2008 году она снялась в фильме «Повышение».
В 2009 году Фишер завершает съёмки в фильмах «Сексоголик», где исполнила роль дочери главного героя в исполнении Майкла Дугласа, и «Маленькая помощь». «Маленькая помощь» своим показом открыл Международный кинофестиваль в Сиэтле, и за актёрскую игру Дженна получила похвалу от критиков; было отмечено, что роль в этом фильме значительно отличается от амплуа в «Офисе» и помогает увидеть актрису с новой стороны. С 20 августа по 10 октября того же года в Лос-Анджелесе прошла серия постановок «Грустный сентиментальный сосунок», где Дженна выступила продюсером.
16 мая 2013 года состоялась премьера финального эпизода «Офиса», который получил восторженные отзывы критиков и зрителей. С мая по июнь того же года Фишер принимала участие в постановке «Причины быть счастливым».

### 2016 — настоящее время: Ситкомы и подкаст «Леди Офиса»
С 30 июля по 18 сентября 2016 года Дженна участвовала в пьесе «Метеоритный дождь» Стива Мартина; постановка получила хорошие отзывы критиков. В апреле 2018 года интервью актрисы на ток-шоу «Джимми Киммел в прямом эфире» широко обсуждалось СМИ из-за того, что в последнюю минуту перед выходом на сцену замок на платье сломался, и ей пришлось выйти к публике в джинсах и в полотенце; Фишер заявила, что, несмотря на ситуацию, чувствует себя «очень комфортно».
11 сентября 2019 года Дженна вместе с Анджелой Кинси анонсировала подкаст «Леди Офиса», где актрисы будут пересматривать каждую серию ситкома и делиться интересными моментами со съёмок; в качестве специальных гостей приглашали других актёров сериала. Во время пандемии COVID-19 подкаст записывался по отдельности, но вскоре обе актрисы вернулись в студию. На церемонии iHeartRadio Podcast Awards в январе 2021 года «Леди Офиса» стал «Подкастом года». В феврале того же года был анонсирован выпуск книги «Лучшие подружки Офиса».
28 февраля 2023 года стало известно, что Дженна примет участие в мюзикле «Дрянные девчонки» в роли миссис Херон на основе одноимённого фильма.

## Личная жизнь
7 октября 2000 года Дженна вышла замуж за режиссёра Джеймса Ганна, с которым её познакомил его младший брат и её друг детства Шон. В сентябре 2007 года пара рассталась, бракоразводный процесс завершился в 2008 году.
В июле 2009 года была объявлена помолвка Фишер со сценаристом Ли Кирком, свадьба состоялась 3 июля 2010 года. В мае 2011 года стало известно о беременности актрисы первым ребёнком; беременность совпала со второй беременностью её героини в «Офисе» в 8 сезоне. Сын, Уэстон Ли Кирк, родился 24 сентября того же года. Младшая дочь, Харпер Мари Кирк, родилась 25 мая 2014 года.
Дженна также поддерживает близкие дружеские отношения со всеми коллегами по сериалу «Офис».
8 октября 2024 года Дженна опубликовала на своей странице Instagram запись о том, что в декабре 2023 года ей диагностировали агрессивную форму рака груди первой степени. Дженне сделали операцию, затем она прошла химиотерапию и лучевую терапию. На данный момент болезнь удалось победить.

## Фильмография
| Год       |    | Русское название                     | Оригинальное название                   | Роль                   |
| --------- | -- | ------------------------------------ | --------------------------------------- | ---------------------- |
| 1996      | с  | Спин-Сити                            | Spin City                               | официантка             |
| 1998      | с  | Шоу 70-х                             | That 70s Show                           | Стэйси                 |
| 1998      | ф  | Шанель 493                           | Channel 493                             | Рэйн                   |
| 1998      | ф  | Рожденный чемпионом                  | Born Champion                           | Вэнди Миллер           |
| 2000      | с  | Сильное лекарство                    | Strong Medicine                         | Камилл Фримонт         |
| 2000      | ф  | Необыкновенные                       | Specials                                | девушка из колледжа    |
| 2001      | с  | Неопределившиеся                     | Undeclared                              | Бетти                  |
| 2001      | с  | —                                    | Off Centre                              | Мелани                 |
| 2001      | ф  | —                                    | Picking Up Chicks with Harland Williams | Dog Walker #1          |
| 2002      | ф  | —                                    | Les superficiales                       | стервозная француженка |
| 2002      | с  | За что тебя люблю                    | What I Like About You                   | Ким                    |
| 2003      | ф  | Мелвин идет на обед                  | Melvin Goes to Dinner                   | хозяйка дома           |
| 2003      | с  | Сваха                                | Miss Match                              | Конни                  |
| 2003      | с  | Детектив Раш                         | Cold Case                               | Дотти из 1943 года     |
| 2004      | ф  | Герой месяца                         | Employee of the Month                   | Виспер                 |
| 2004      | ф  | Леденец любви                        | LolliLove                               | Дженна                 |
| 2004      | ф  | Женщины                              | The Women                               | Лэсли                  |
| 2005      | с  | Клиент всегда мёртв                  | Six Feet Under                          | Шэрон Кинни            |
| 2005—2013 | с  | Офис                                 | The Office                              | Пэм Бисли              |
| 2006      | ф  | Слизняк                              | Slither                                 | Шелби Каннингхем       |
| 2007      | ф  | Лезвия славы: Звездуны на льду       | Blades of Glory                         | Кейти Ван Уолденберг   |
| 2007      | с  | Студия 60 на Сансет-Стрип            | Studio 60 on the Sunset Strip           | играет саму себя       |
| 2007      | ф  | Братья Соломон                       | The Brothers Solomon                    | Мишель                 |
| 2007      | ф  | Взлеты и падения: История Дьюи Кокса | Walk Hard: The Dewey Cox Story          | Дарлин Мэдисон Кокс    |
| 2008      | ф  | Повышение                            | The Promotion                           | Джен Стаубер           |
| 2009      | ф  | Сексоголик                           | Solitary Man                            | Сьюзан Портер          |
| 2010      | ф  | Помощь                               | A Little Help                           | Лора Пелке             |
| 2011      | ф  | Безбрачная неделя                    | Hall Pass                               | Мэгги                  |
| 2012      | мс | Дэн против                           | Dan Vs.                                 | Эмбер                  |
| 2012      | ф  | Гигантский механический человек      | Giant Mechanical Man                    | Дженис                 |
| 2016      | с  | Ты, я и конец света                  | You, Me and the Apocalypse              | Ронда Макнил           |
| 2017      | ф  | Статус Брэда                         | Brad's Status                           | Мелани Слоан           |
| 2017      | с  | Гостевая книга                       | The Guest Book                          | врач                   |
| 2018      | ф  | Поезд на Париж                       | The 15:17 to Paris                      | Хайди Скарлатос        |
| 2018—2019 | с  | Разделённые вместе                   | Splitting Up Together                   | Лина                   |

## Награды
- Премия Гильдии киноактёров США за лучший актёрский состав в комедийном сериале 2006, 2007 — «Офис»